# 松本光史
松本 光史（まつもと こうし、1983年7月12日 - ）は、日本の男性総合格闘家。大阪府門真市出身。元修斗環太平洋ウェルター級王者。元修斗世界ライト級王者。

## 来歴
2008年9月14日、第15回全日本アマチュア修斗選手権ミドル級（-76kg）に出場。決勝で判定負けを喫し準優勝となる。
2009年1月31日、修斗ウェルター級(-70kg)新人王決定トーナメント一回戦でプロデビュー。12月の決勝戦で勝利し2010年度の修斗ウェルター級新人王となった。
2015年4月、修斗環太平洋ウェルター級(-70.3kg)タイトルマッチで王者の大尊伸光に挑戦し、判定勝ちを収め王座獲得に成功した。。
同年7月、川名雄生と対戦し、判定引き分けで初防衛。2016年1月、ABと対戦し、スリーパーホールドによる一本勝ちを収め2度目の防衛に成功した。
2016年4月23日、修斗世界ウェルター級王座決定戦で川名雄生と再び対戦し、スリーパーホールドによる一本勝ちを収め王座獲得に成功した（規定により環太平洋王座は返上）。
2016年9月16日、VTJ 8thでエフレイン・エスクデロと対戦し、判定負け。
2018年3月25日、修斗世界ライト級タイトルマッチで挑戦者の岡野裕城と対戦し、KO勝ちで王座の初防衛に成功した。
2018年5月6日、RIZIN.10でダロン・クルックシャンクと対戦し、KO負け。
2019年3月25日、修斗世界ライト級タイトルマッチで挑戦者の小谷直之と対戦し、TKO勝ちで王座の2度目の防衛に成功した。
2019年10月13日、One Championship - Century - Part 2で久米鷹介と対戦し、判定負け。

## 戦績
| 総合格闘技 戦績 | 総合格闘技 戦績 | 総合格闘技 戦績 | 総合格闘技 戦績 | 総合格闘技 戦績 | 総合格闘技 戦績 | 総合格闘技 戦績 |
| --------------- | --------------- | --------------- | --------------- | --------------- | --------------- | --------------- |
| 37 試合         | (T)KO           | 一本            | 判定            | その他          | 引き分け        | 無効試合        |
| 24 勝           | 6               | 8               | 10              | 0               | 2               | 0               |
| 11 敗           | 5               | 0               | 6               | 0               | 2               | 0               |

| 勝敗 | 対戦相手                 | 試合結果                           | 大会名                                                          | 開催年月日     |
| ○    | 西尾真輔                 | 5分3R 終了判定3-0                  | PANCRASE 339                                                    | 2023年11月12日 |
| ×    | アキラ                   | 3R 1:25 KO（左スーパーマンパンチ） | PANCRASE 329 【ライト級キング・オブ・パンクラス暫定王者決定戦】 | 2022年9月11日  |
| ○    | 葛西和希                 | 5分3R終了 判定2-1                  | PANCRASE 326                                                    | 2022年3月21日  |
| ○    | 松岡嵩志                 | 1R 1:16 TKO（右フック）            | PANCRASE 325                                                    | 2021年12月12日 |
| ×    | アキラ                   | 3R 1:03 KO（右フック→パウンド）    | PANCRASE 321                                                    | 2021年5月30日  |
| ○    | 上迫博仁                 | 5分3R終 判定3-0                    | PANCRASE 319                                                    | 2020年10月25日 |
| ×    | 久米鷹介                 | 5分3R終了 判定0-3                  | One Championship - Century - Part 2                             | 2019年10月13日 |
| ○    | 小谷直之                 | 4R 0:57 TKO（跳び膝蹴り→パウンド） | 修斗 【修斗世界ライト級タイトルマッチ】                         | 2019年3月25日  |
| ×    | ダロン・クルックシャンク | 1R 3:52 KO（左ハイキック）         | RIZIN.10                                                        | 2018年5月6日   |
| ○    | 岡野裕城                 | 1R 3:07 TKO（スタンドパンチ連打）  | 修斗 【修斗世界ライト級タイトルマッチ】                         | 2018年3月25日  |
| ○    | 星野大介                 | 5分3R終了 判定3-0                  | 修斗                                                            | 2018年1月28日  |
| ○    | 大尊伸光                 | 2R 0:53 KO（右フック）             | 修斗                                                            | 2017年10月15日 |
| ×    | エフレイン・エスクデロ   | 5分3R終了 判定0-3                  | VTJ 8th                                                         | 2016年9月16日  |
| ○    | 川名雄生                 | 3R 0:44 スリーパーホールド         | 修斗 FIGHT & MOSH 【修斗世界ウェルター級王座決定戦】            | 2016年4月23日  |
| ○    | AB                       | 1R 3:59 スリーパーホールド         | 修斗                                                            | 2016年1月11日  |
| △    | 川名雄生                 | 5分3R終了 判定0-1                  | 修斗 【修斗環太平洋ウェルター級タイトルマッチ】                 | 2015年7月26日  |
| ○    | 大尊伸光                 | 5分3R終了 判定3-0                  | 修斗 【修斗環太平洋ウェルター級タイトルマッチ】                 | 2015年4月18日  |
| ○    | 藤巻優                   | 2R 2:52 ネックストレッチ           | 修斗                                                            | 2015年1月25日  |
| ○    | 石川史俊                 | 2R 0:52 TKO（パウンド）            | HEAT 33                                                         | 2014年9月7日   |
| ○    | 近藤定男                 | 1R 4:40 KO（右ハイキック）         | BFC-チャリティマッチ-vol.1                                      | 2014年6月29日  |
| ×    | 山田哲也                 | 5分3R終了 判定1-2                  | HEAT 31                                                         | 2014年4月19日  |
| ○    | 宇良健吾                 | 3分3R終了 判定3-0                  | VTJ 3rd                                                         | 2013年10月5日  |
| ×    | フランク・カマチョ       | 3R 1:24 KO（パンチ）               | PXC 38                                                          | 2013年8月9日   |
| ○    | タイロン・ジョーンズ     | 1R 0:51 リアネイキッドチョーク     | PXC 36                                                          | 2013年3月8日   |
| ×    | 小知和晋                 | 2R 0:36 TKO（パウンド）            | 修斗                                                            | 2012年10月27日 |
| ×    | 下石康太                 | 5分3R終了 判定0-3                  | 修斗                                                            | 2012年5月18日  |
| ○    | セバスチャン・ガルギエ   | 5分3R終了 判定3-0                  | PXC 30                                                          | 2012年3月3日   |
| ○    | 里本一也                 | 2R 2:07 スリーパーホールド         | 修斗                                                            | 2012年1月8日   |
| ○    | 梶田高裕                 | 5分3R終了 判定3-0                  | 修斗                                                            | 2011年11月5日  |
| ×    | 高橋“Bancho”良明         | 5分2R終了 判定0-2                  | PANCRASE 2011 IMPRESSIVE TOUR                                   | 2011年6月5日   |
| △    | アキラ                   | 5分2R終了 判定1-1                  | 修斗                                                            | 2011年4月29日  |
| ○    | 徳久宣男                 | 5分2R終了 判定3-0                  | 修斗                                                            | 2011年1月10日  |
| ×    | 小知和晋                 | 5分2R終了 判定0-3                  | 修斗                                                            | 2010年7月19日  |
| ○    | ジプシー タロー          | 5分2R終了 判定3-0                  | 修斗 【2009年修斗ウェルター級新人王決定トーナメント決勝戦】     | 2009年12月13日 |
| ○    | MIKE                     | 1R 4:28 スリーパーホールド         | 修斗 【2009年修斗ウェルター級新人王決定トーナメント準決勝】     | 2009年10月18日 |
| ○    | 近野淳平                 | 1R 2:24 膝十字固め                 | 修斗 【2009年修斗ウェルター級新人王決定トーナメント二回戦】     | 2009年5月20日  |
| ○    | 作田啓司                 | 1R 2:33 膝十字固め                 | 修斗 【2009年修斗ウェルター級新人王決定トーナメント一回戦】     | 2009年1月31日  |

## 獲得タイトル
- 第15回全日本アマチュア修斗選手権 ミドル級 準優勝（2008年）
- 修斗ウェルター級新人王（2009年）
- 第8代修斗環太平洋ウェルター級王座（2015年）
- 第12代修斗世界ウェルター級王座（2016年）